# Leptopholcus hispaniola
Leptopholcus hispaniola är en spindelart som beskrevs av Huber 2000. Leptopholcus hispaniola ingår i släktet Leptopholcus och familjen dallerspindlar. Inga underarter finns listade i Catalogue of Life.